# Michel-Jean Amelot
Michel-Jean Amelot (1655 – París, 1724) fue un aristócrata, connoisseur, diplomático y político francés, barón de Brunelles y marqués de Gournay. Conseiller d'état de Luis XIV de Francia desde 1698. Era hijo de Charles Amelot, presidente del Grand Conseil del rey, y sobrino del homónimo Michel Amelot de Gournay (1612–1687, arzobispo de Tours).
En 1682 fue destinado como embajador ante la Serenísima República de Venecia, a donde llevó como secretario a su preceptor, el connoisseur Roger de Piles. Su éxito en esta embajada le promocionó a otras más delicadas, ante el reino de Portugal (1685), Confederación Suiza (1688–1698) y especialmente la que desempeñó ante el reino de España (1705–1709), que excedió del papel de mero embajador al desempeñar un papel clave en el gobierno de Felipe V de España, nieto del rey Sol y primer Borbón en reinar en España, en medio de la Guerra de Sucesión Española. Junto con el también francés Jean Orry ejercieron como ministros de mayor confianza durante ese periodo, clave para la configuración del absolutismo español según los criterios propios del absolutismo borbónico francés o colbertiano. Concretamente a Amelot se debió la reorganización del ejército español según el modelo del ejército francés. Su colaboración con Orry se centró en la reforma de la Hacienda española. El recelo que suscitó entre la nobleza española forzó su destitución y su precipitada salida de España.
Durante las negociaciones del Tratado de Utrecht, presidió las sesiones que resolvieron las diferencias entre Victor Amadeo II de Saboya, para entonces nuevo rey de Sicilia, y el Príncipe de Mónaco, que terminaron con la firma de un acuerdo en París el 21 de junio de 1714. El representante británico en esos encuentros fue el poeta-diplomático Matthew Prior.
Fue nombrado presidente del Conseil de Commerce en 1716. Jacques Savary des Brûlons le dedicó el Dictionnnaire universel de commerce (1723, una recopilación enciclopédica de datos económicos). 
Su compra en 1713 de una casa en construcción en la calle de Saint-Dominique del faubourg de Saint-Germain de París (el Hôtel Amelot de Gournay), fue muestra del atrevimiento tanto del patrón como del arquitecto (Germain Boffrand). El hôtel mostraba numerosas divergencias del convencional modelo de hôtel particulier parisino de la época: su cour d'honneur estaba separada completamente de la calle por un cuerpo bajo con una puerta central rematada por un arco triunfal jónico; su fachada era cóncava, con órdenes gigantes de pilastras corintias, y las alas laterales abrazaban un patio oval. Su salón oval pasó a convertirse en modelo para una pieza obligada en la planificación de las casas parisinas. 
El 3 de marzo de 1712 casó a su hija Marie-Anne con Henri-Charles, conde de Tavannes y marqués de Suilly y de Arc-sur-Thil, y a su hija Catherine con Joseph-Antoine Crozat, marqués de Tugny, sobrino y heredero del mecenas del pintor Watteau, el coleccionista y connoisseur Pierre Crozat, inmensamente rico.